# 농부아람푸주
농부아람푸주(태국어: หนองบัวลำภู)는 태국 북동부의 주(창왓)의 하나이다. 이웃한 주는 북쪽부터 시계 방향으로 우돈타니 주, 콘깬 주, 르이 주이다.

## 지리
농부아람푸는 코랏고원의 심장부에 위치한다.

## 역사
라오족의 란상 왕국이 존재할 때 농부아람푸는 전통적으로 왕세자가 지배했다. 농부아람푸는 오랫동안 라오족의 요새였다.
타이족의 지배하에서 주는 원래 우돈타니 주의 5개의 암프(군)으로 이루어져 있었다. 1993년에 우돈타니 주로부터 분리되어 농부아람푸 주가 설치되었다. 암낫차른 주, 사깨오 주와 함께 태국에서 가장 최근에 만들어진 3개의 주의 하나이다.

## 행정 구역
주에는 6개의 암프(군)와 더 세부 행정구역인 59개의 땀본 그리고 636개의 무반 (행정 구역)이 있다.
| 1. 므앙농부아람푸군 2. 나끌랑군 3. 논상군 4. 시분르앙군 5. 수완나쿠하군 6. 나왕군 |